# 미전선
미전선(美田線)은 경상남도 밀양시 삼랑진읍의 경부선 미전역에서 경전선 낙동강역을 잇는 길이 1.6km의 철도 노선이다.

## 역사
이 노선은 경부선 부산 방향으로 가던 열차가 삼랑진역을 거치지 않고 바로 경전선을 이용할 수 있도록 하는 삼각선 형태의 노선이다. 이 노선은 한동안 단선으로, 복선인 경부선과 평면교차가 이루어져 경부선 열차 운행에 지장을 주었으며, 결국 1994년에는 미전역 미전선 분기지점에서 우등형 디젤 액압 동차가 정면 충돌하여 3명이 즉사하고 200여명이 부상을 입은 대형사고가 발생하여(미전신호소 열차 충돌 사고), 이 구간에 대한 개량의 필요성이 제기되었다.
또한 경부선과 미전선이 교차하는 구간에 KTX가 운행되어, 이에 1994년과 같은 사고의 방지와 KTX 등의 원활한 운행을 위해서 입체교차 공사와 복선화가 이루어졌고, 2004년 개통하였다. 이어 2010년 12월 15일에는 경전선이 복선 전철화되어 경전선의 지선인 미전선 또한 전철화되었다.
- 1944년 6월 1일: 노선 신설[2]
- 2004년 4월 1일: 경부선 입체교차 개량, 복선화
- 2010년 12월 15일: 경전선 복선 전철화 개통과 동시에 전철화
- 2019년 4월 17일 : 철도 노선번호 변경에 따라 30211로 변경[3]

## 역 목록
| 역명   | 로마자 역명 | 한자 역명 | 역간거리 (km) | 영업거리 (km) | 접속 노선 | 소재지   | 소재지 | 비고   |
| ------ | ----------- | --------- | ------------- | ------------- | --------- | -------- | ------ | ------ |
| 미전   | Mijeon      | 美田      | 0.0           | 0.0           | 경부선    | 경상남도 | 밀양시 | 신호소 |
| 낙동강 | Nakdonggang | 洛東江    | 1.6           | 1.6           | 경전선    | 경상남도 | 밀양시 |        |

## 같이 보기
- 경부선
- 경전선